# Ischasia nigripes
Ischasia nigripes là một loài bọ cánh cứng trong họ Cerambycidae.